# 傅啓光
傅啓光，字曙卿，號念介，南安人。天啟丁卯順天舉人，崇禎戊辰進士。著有《西征随笔》、《河西琐言》、《纪行诗集》。

## 生平
天启丁卯（1627年）顺天举人，崇禎戊辰（1628年）進士，授户部主事。奉差密云监兑、苏松常镇漕物、榷崇文门税课。朝夕饮冰，厘革常例，市人德之。晋河南司郎中，掌省直钱谷会计，必诚必慎。户部尚书毕自严器其才，委修《度支奏议》。擢陕西副使，分守河西。时三秦多警，弗辞艰险，疾驱视事，登埤设棚，贼望风而靡。总制洪承畴上其功，未得旨。竟以尽瘁，卒于官。